# Исторический музей Армянской революционной федерации
Исторический музей Армянской революционной федерации (арм. Հ. Յ. Դաշնակցութեան պատմութեան թանգարան հիմնադրամ) — музей в Ереване, экспозиция которого посвящена истории Первой армянской республики и Армянской революционной федерации.
Музей первоначально открылся в 1946 году в Париже и на протяжении многих лет собрал более 3000 экспонатов. По политическим причинам его существование на территории Советской Армении было невозможно, а в 1990-е годы перенести мешали финансовые проблемы страны. Музей был перенесён в Ереван и торжественно открыт во время официальной церемонии 13 июля 2007 года в Центре Христофора Микаеляна. На открытии присутствовали лидеры Дашнака, такие как Грант Маргарян и сторонники. Президент Социалистического интернационала Луис Айяла также присутствовал и приветствовал открытие музея в качестве исторически важного поворотного момента в истории АРФ.
В музее представлены государственные документы, штампы и другие экспонаты. Первый из его экспонатов посвящён Демократической Республике Армении с 1918 по 1920 год. В нём также демонстрируются официальные документы, представленные Арменией в Версальском договоре в 1919 году, а также личные вещи премьер-министров первой республики: Хамо Оганджаняна, Александра Хатисяна, Симона Врациана и Оганеса Качацнуни. Вещи генералов Андраника Озаняна и Драстамата Канаяна также входят в число экспонатов.
Директор «Музея и института геноцида армян» Хаик Демоян назвал экспозицию музея АРФ богатейшей коллекцией, посвящённой одной из самых драматичных страниц в истории Армении.

## Экспозиция

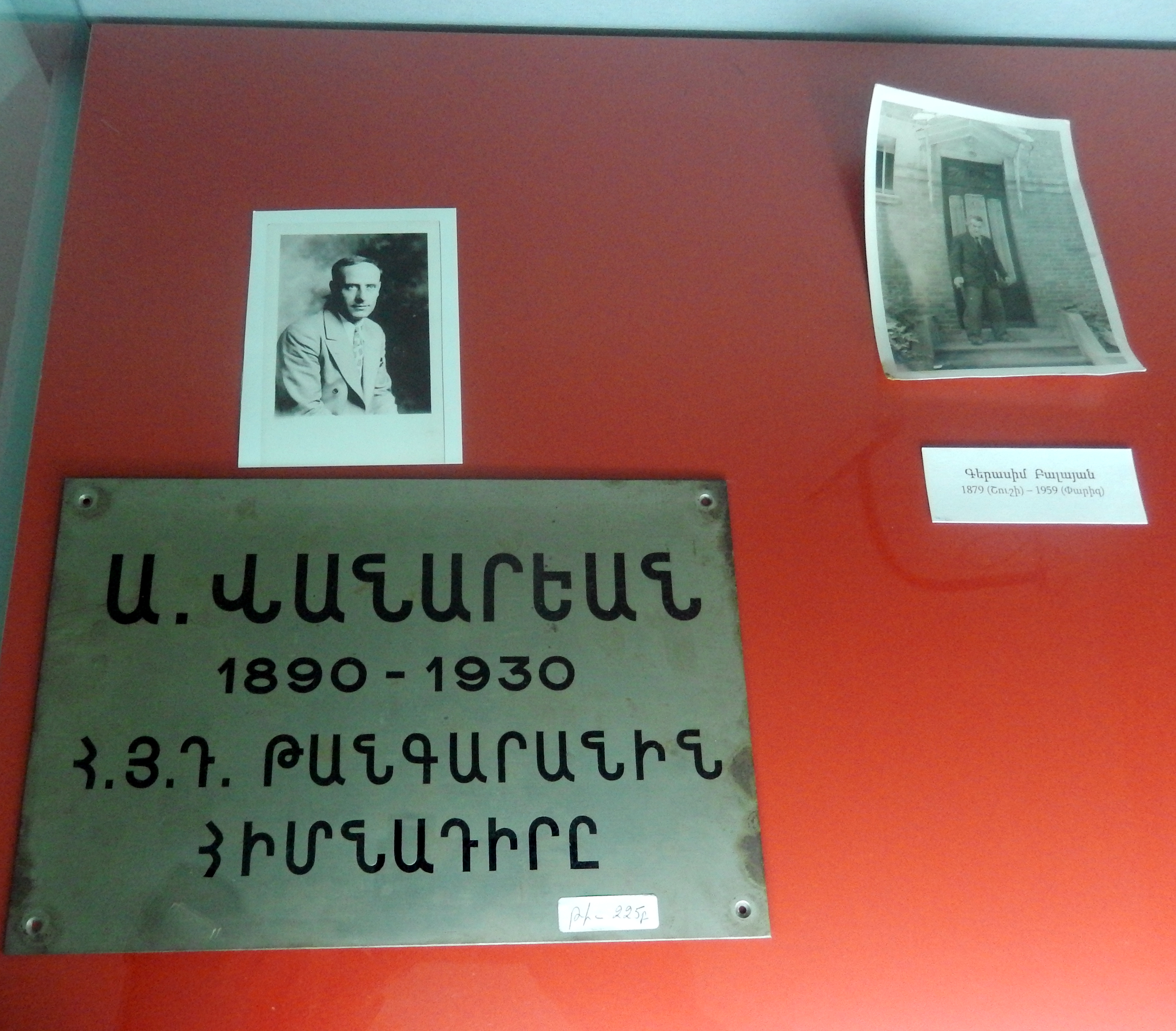
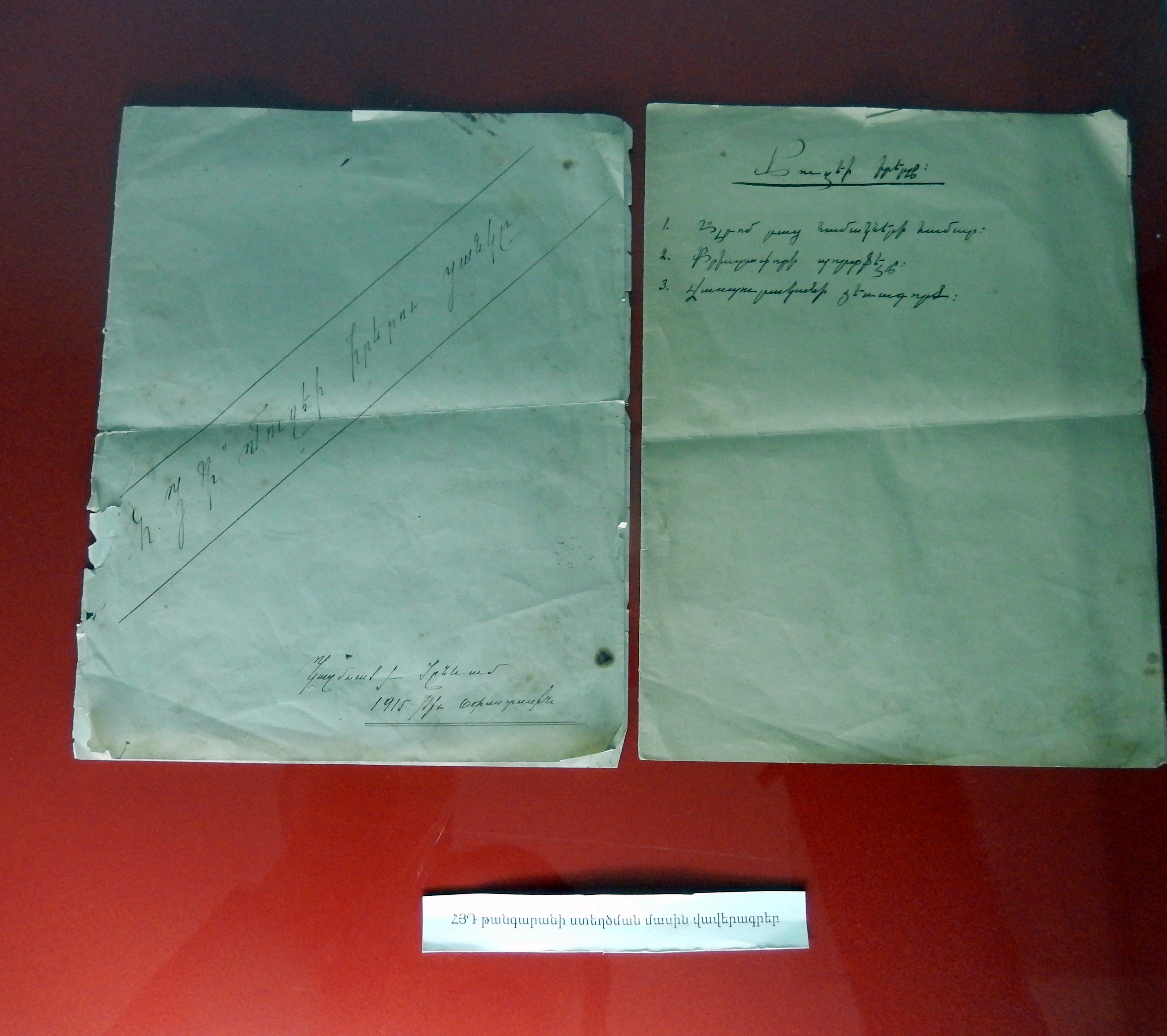
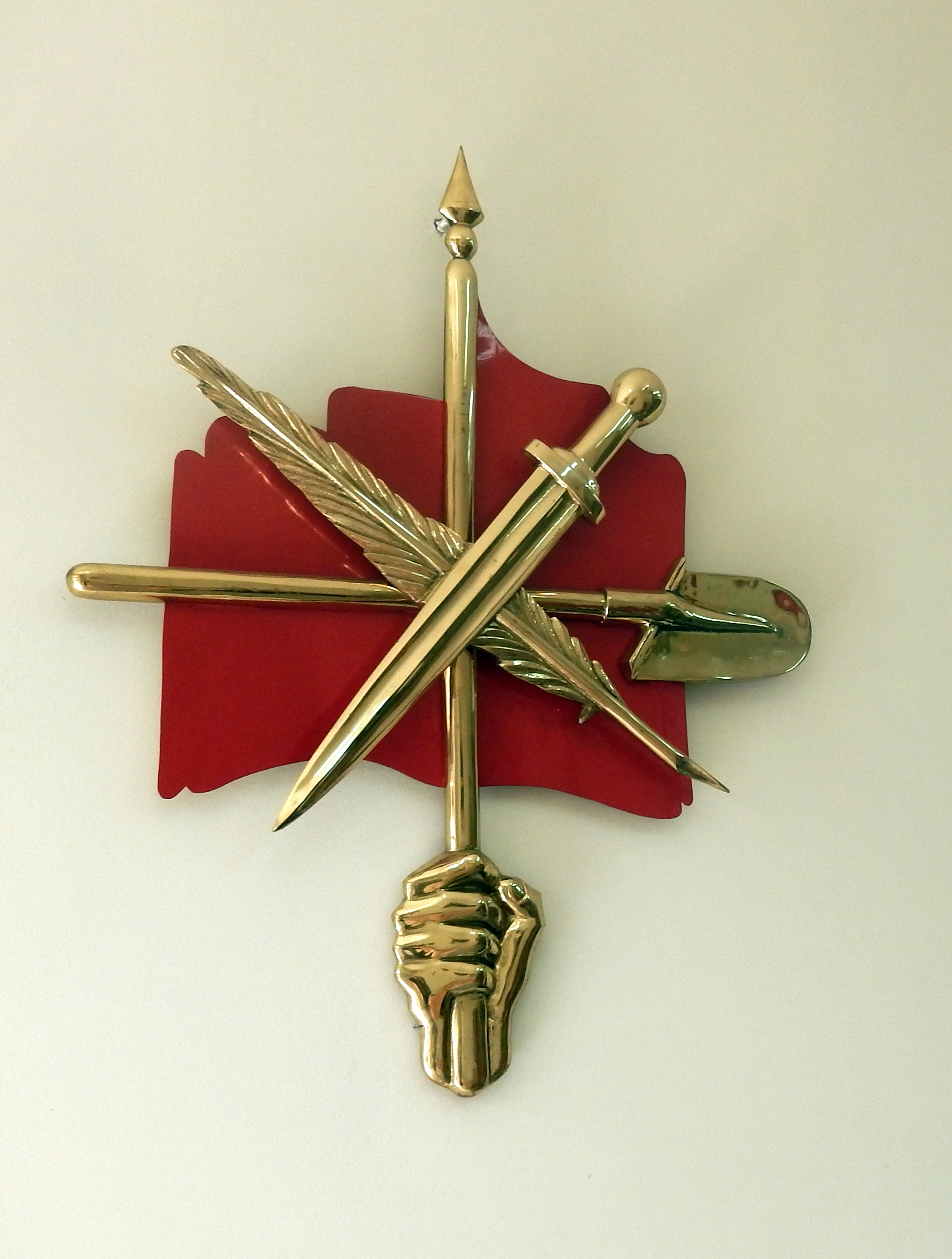
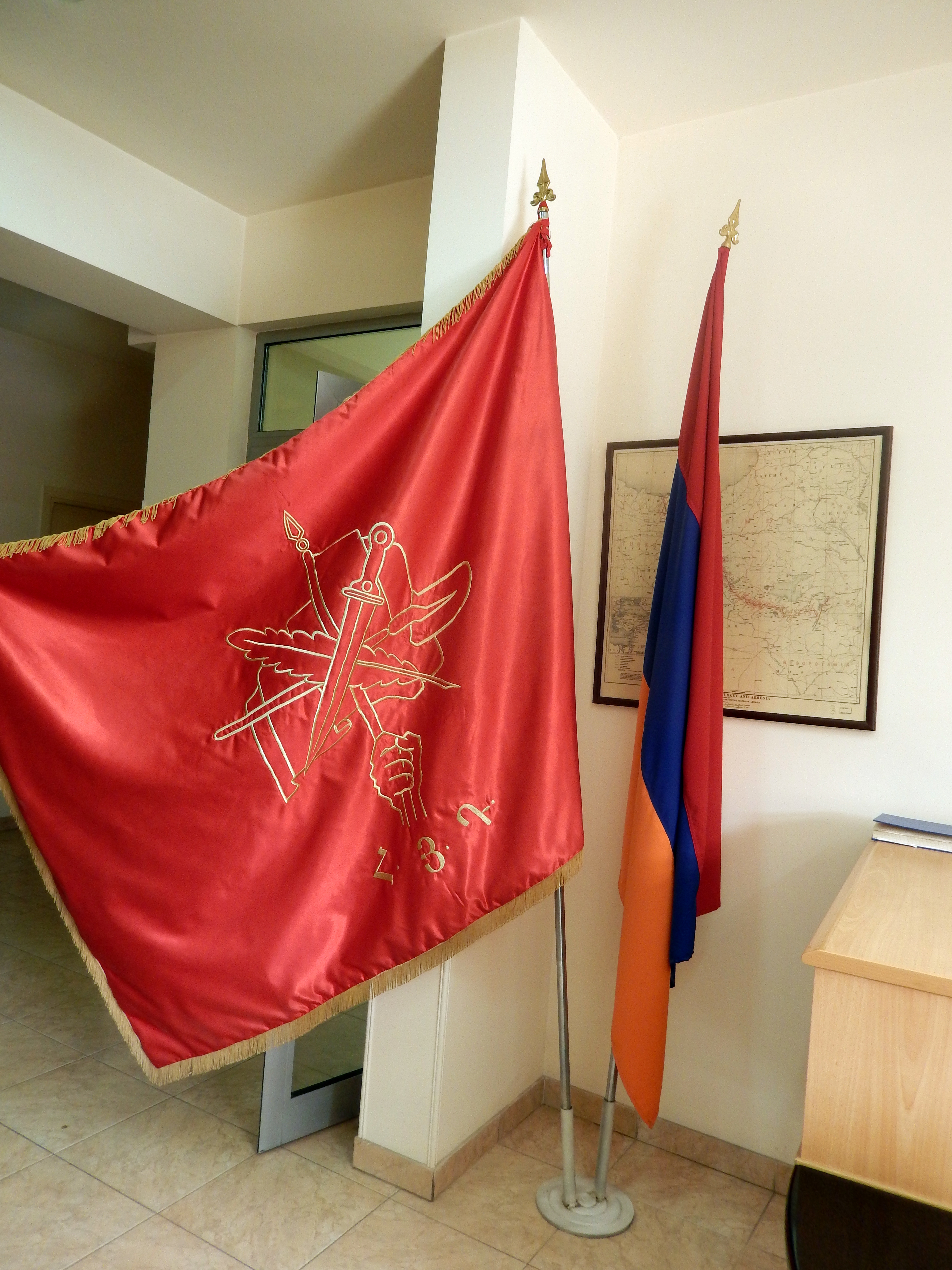
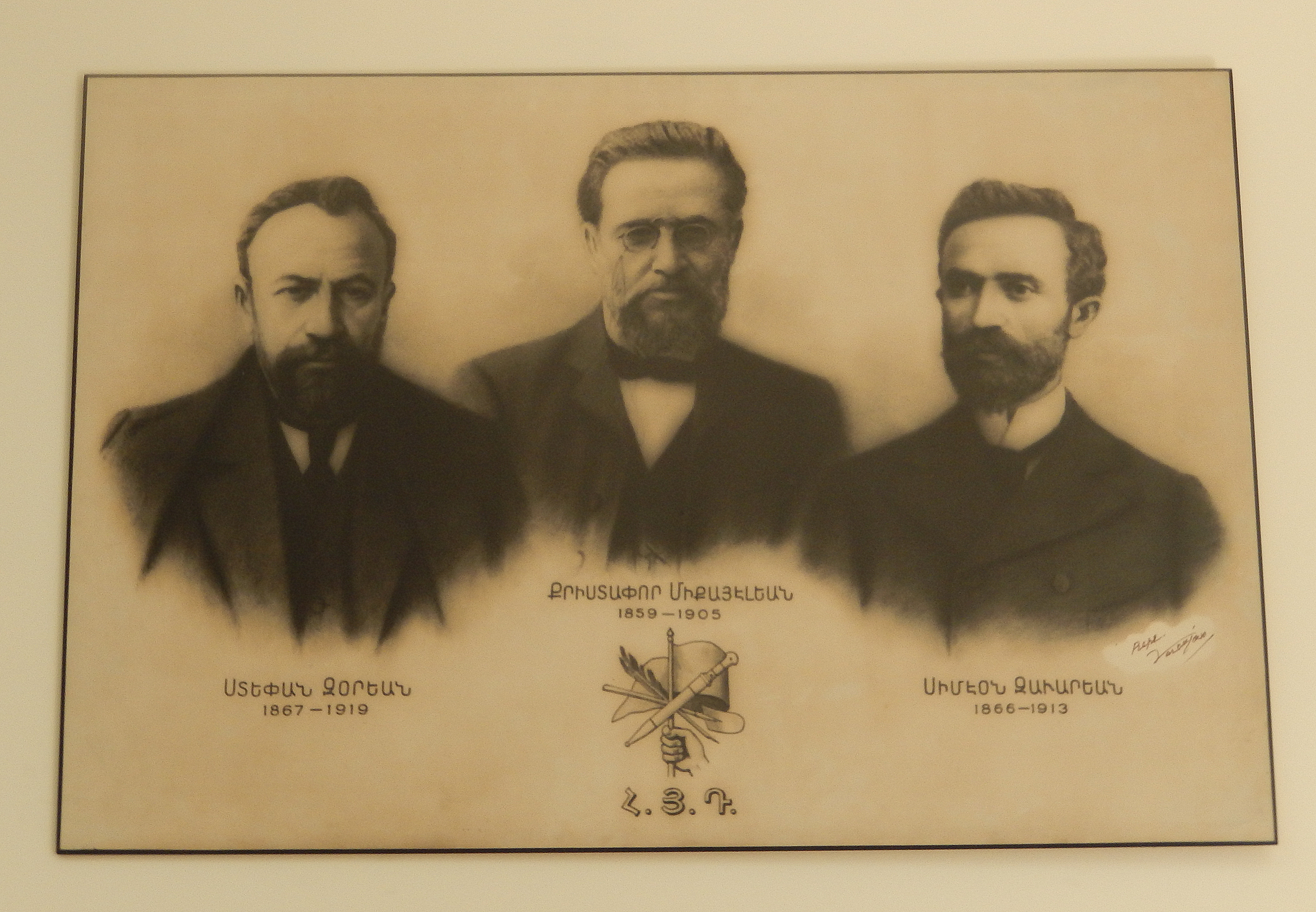
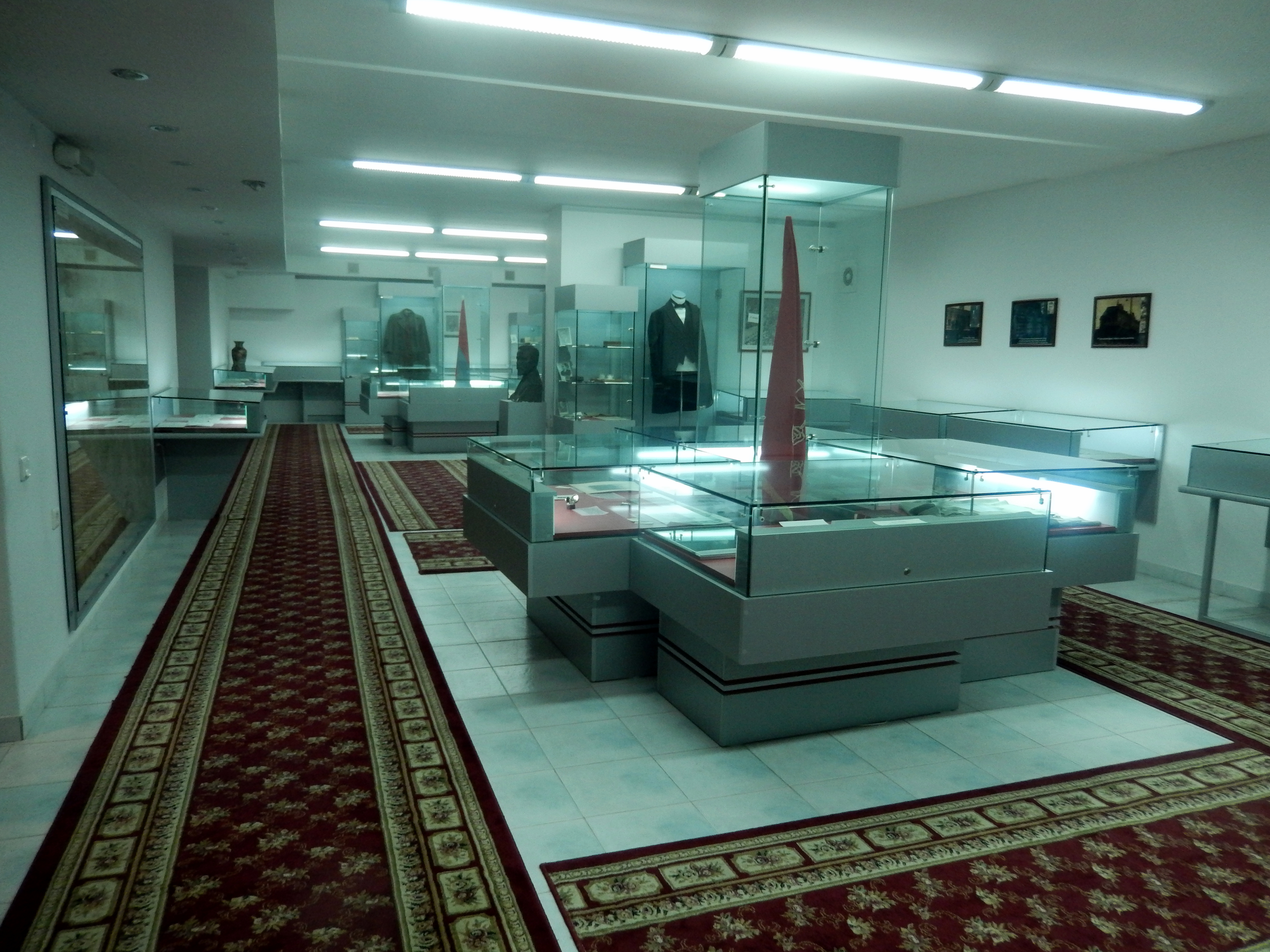
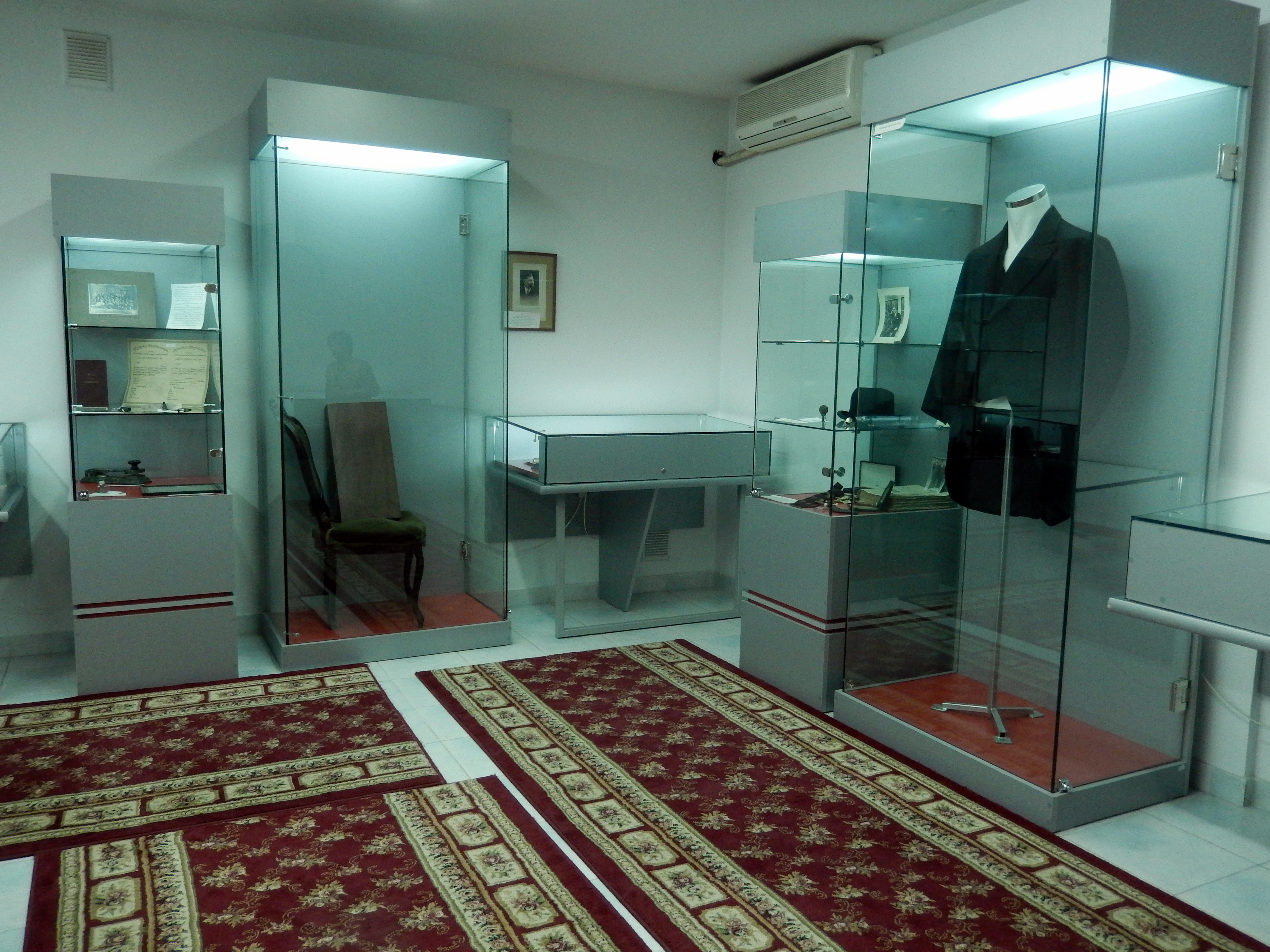
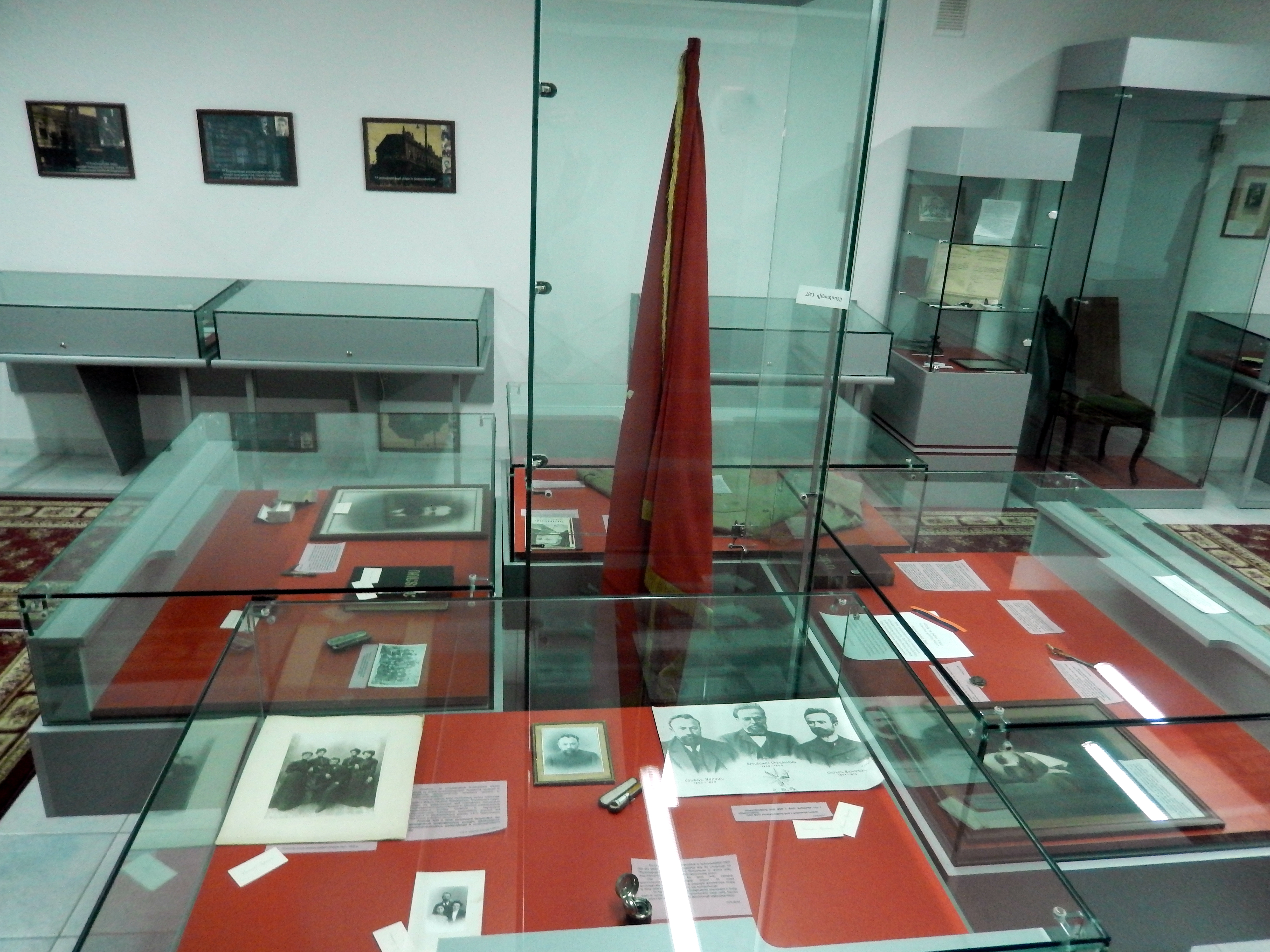
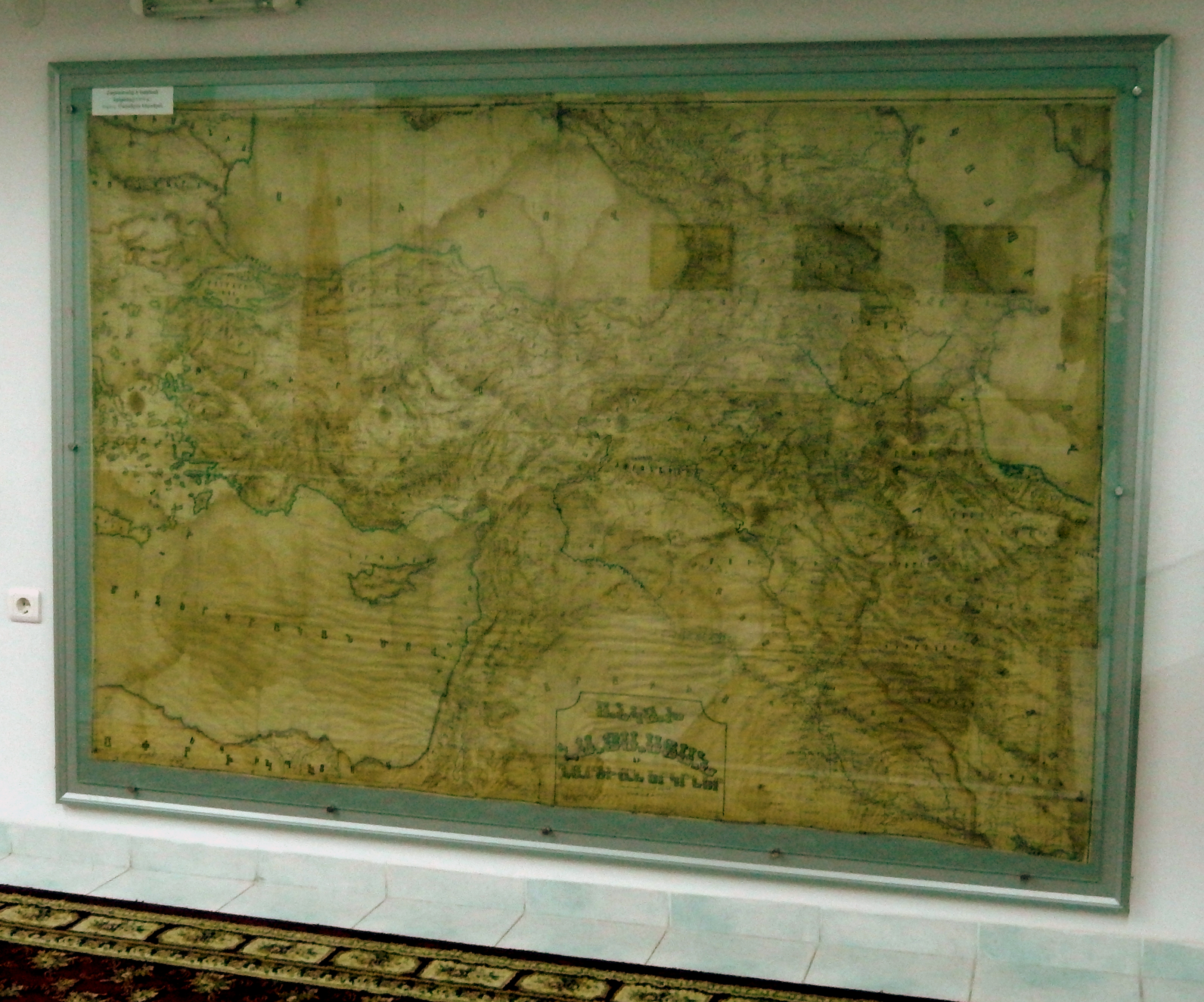
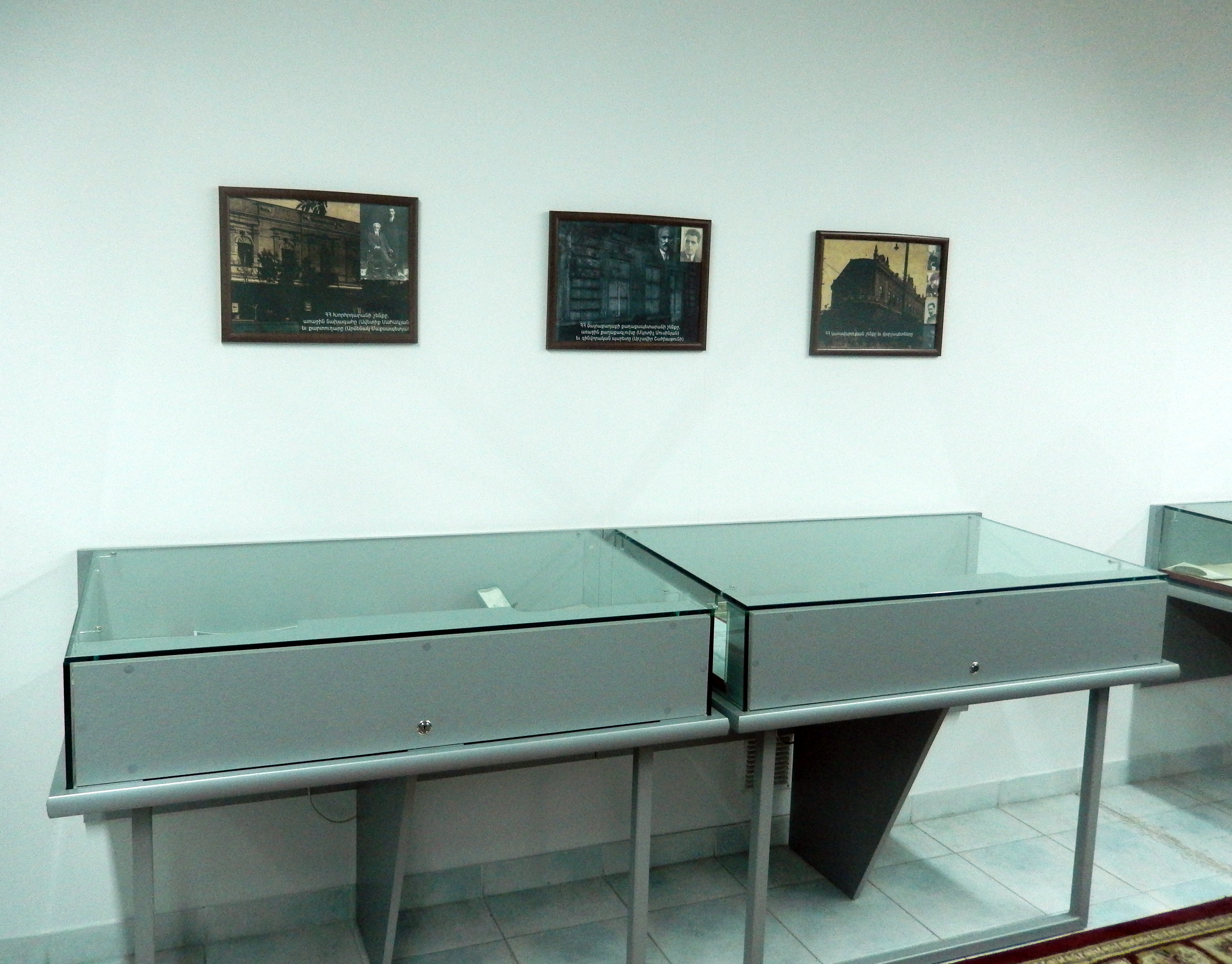
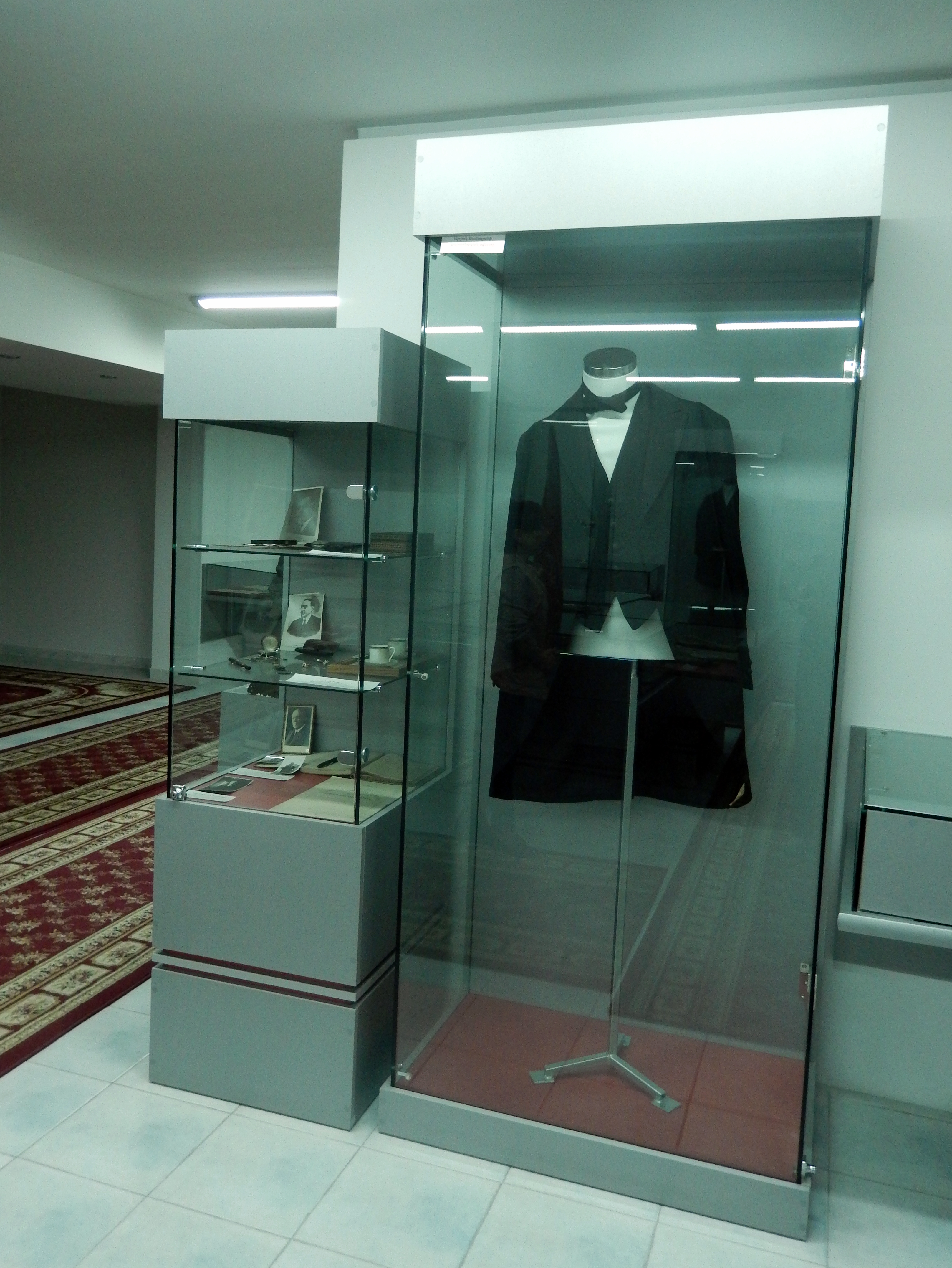
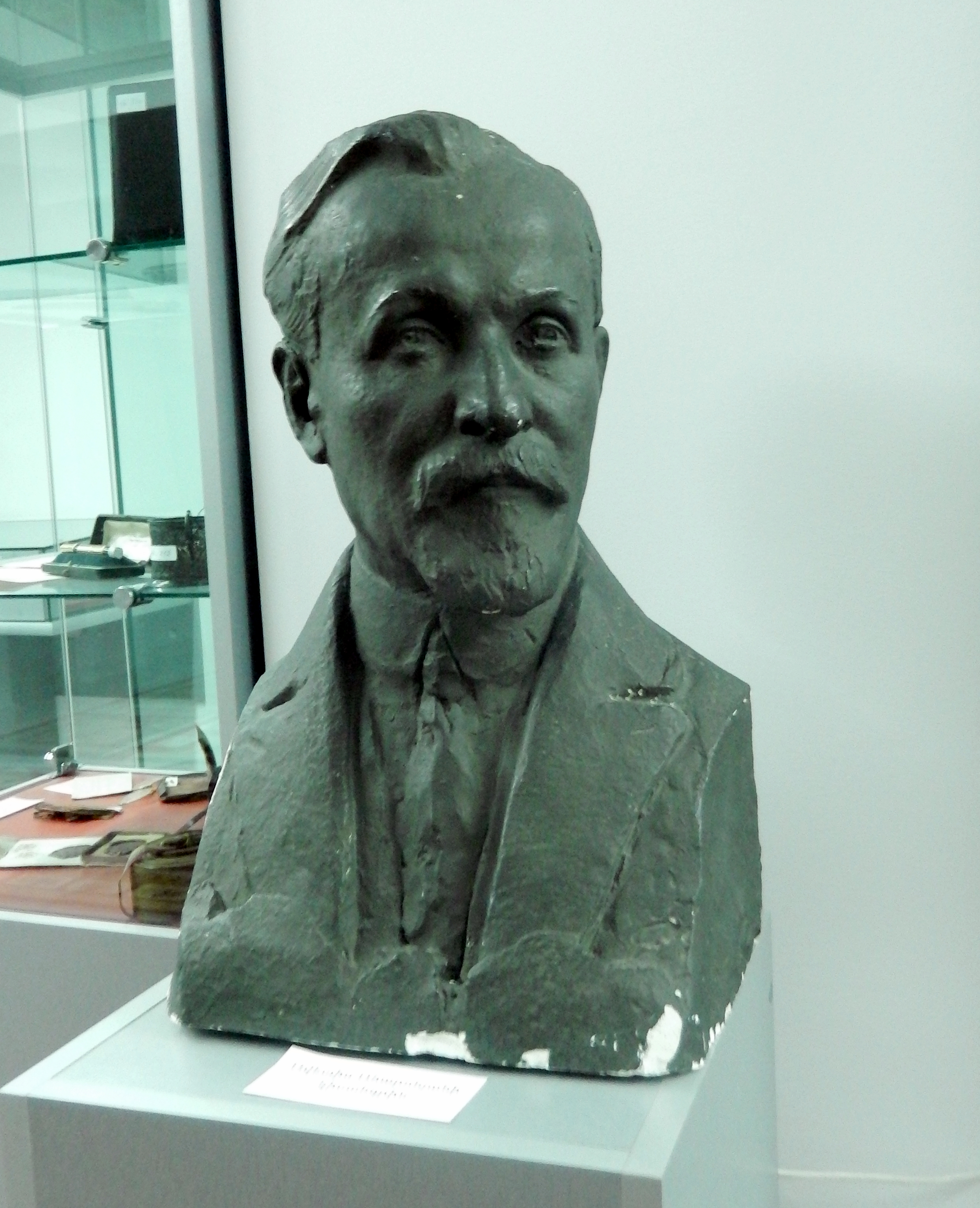
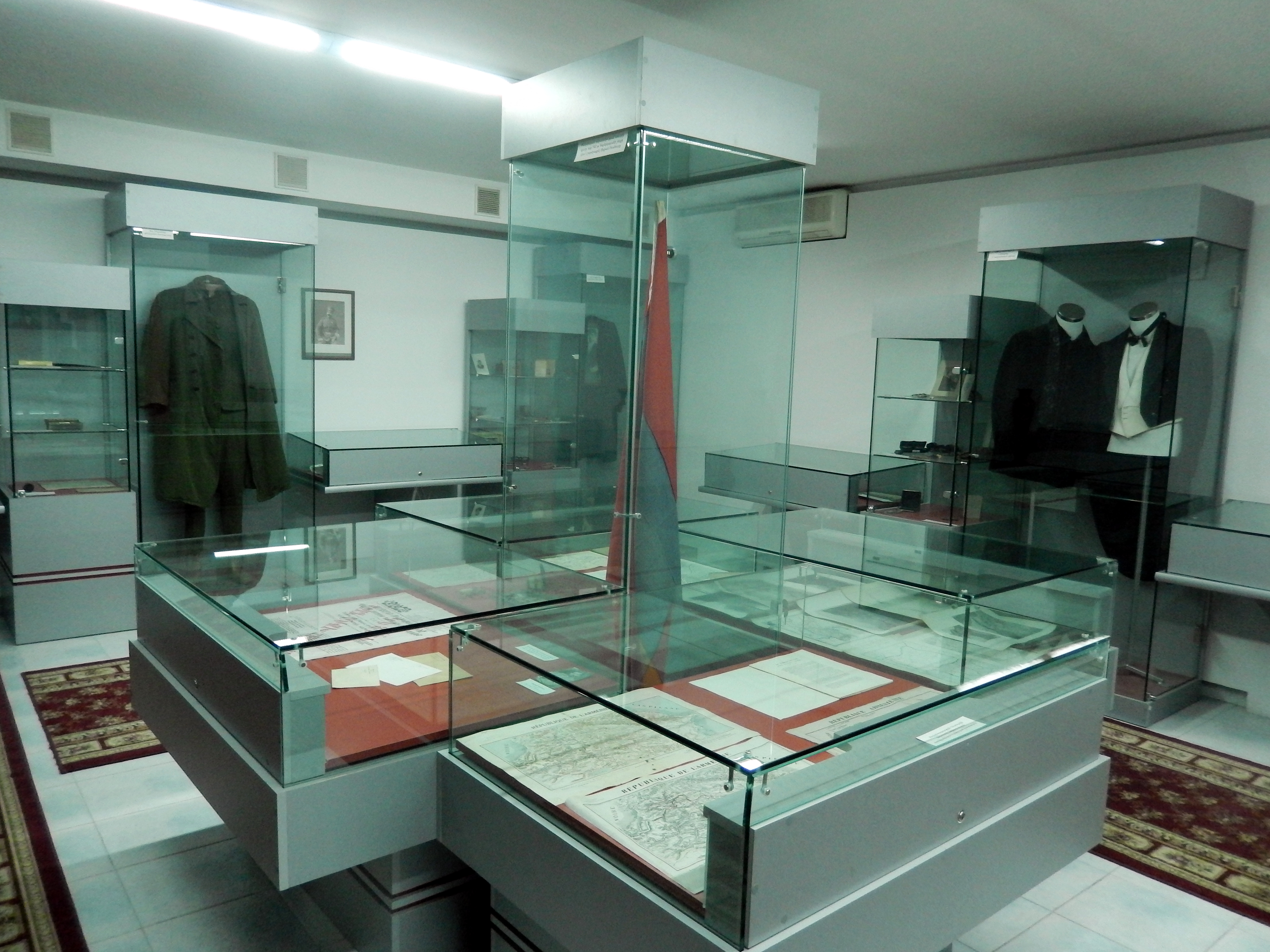
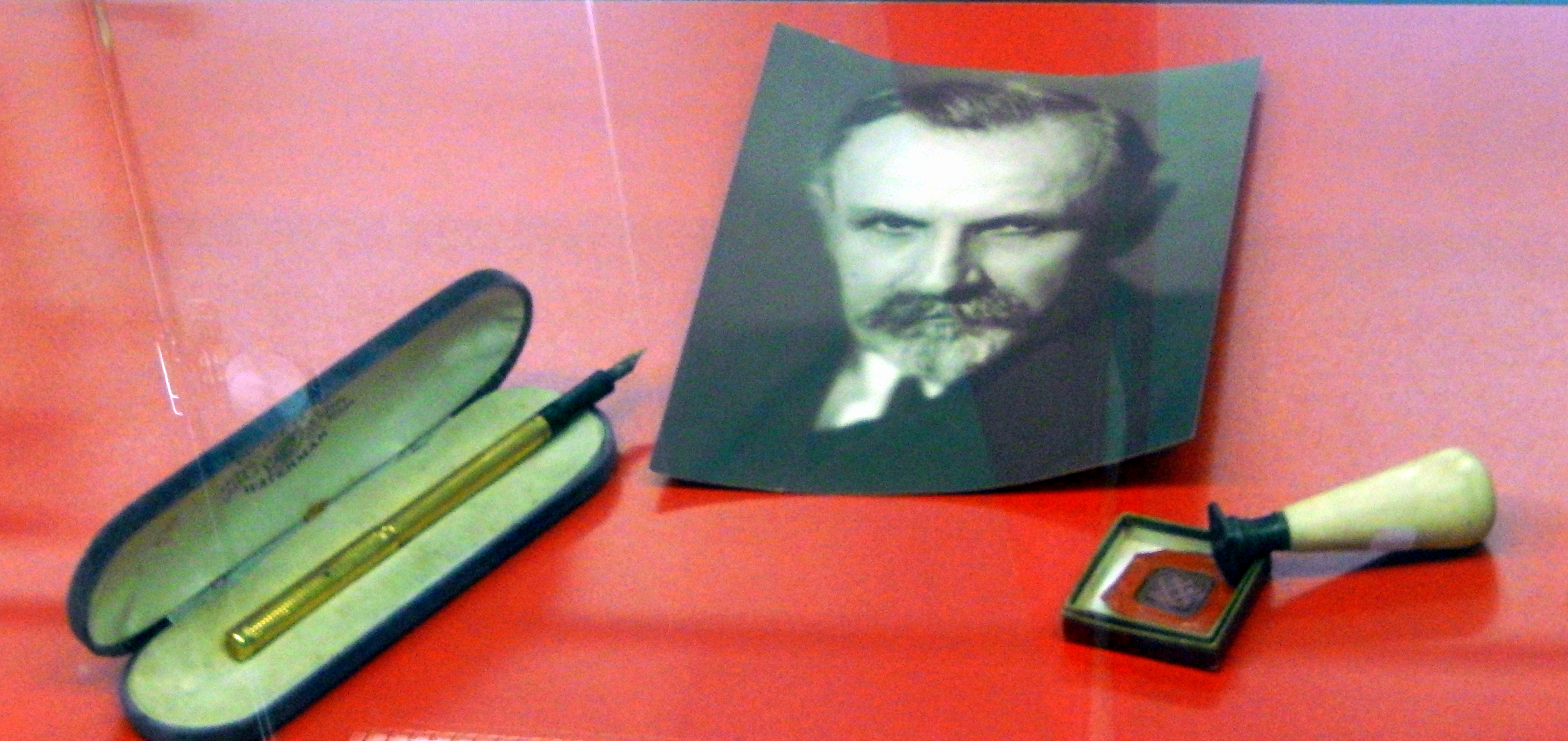
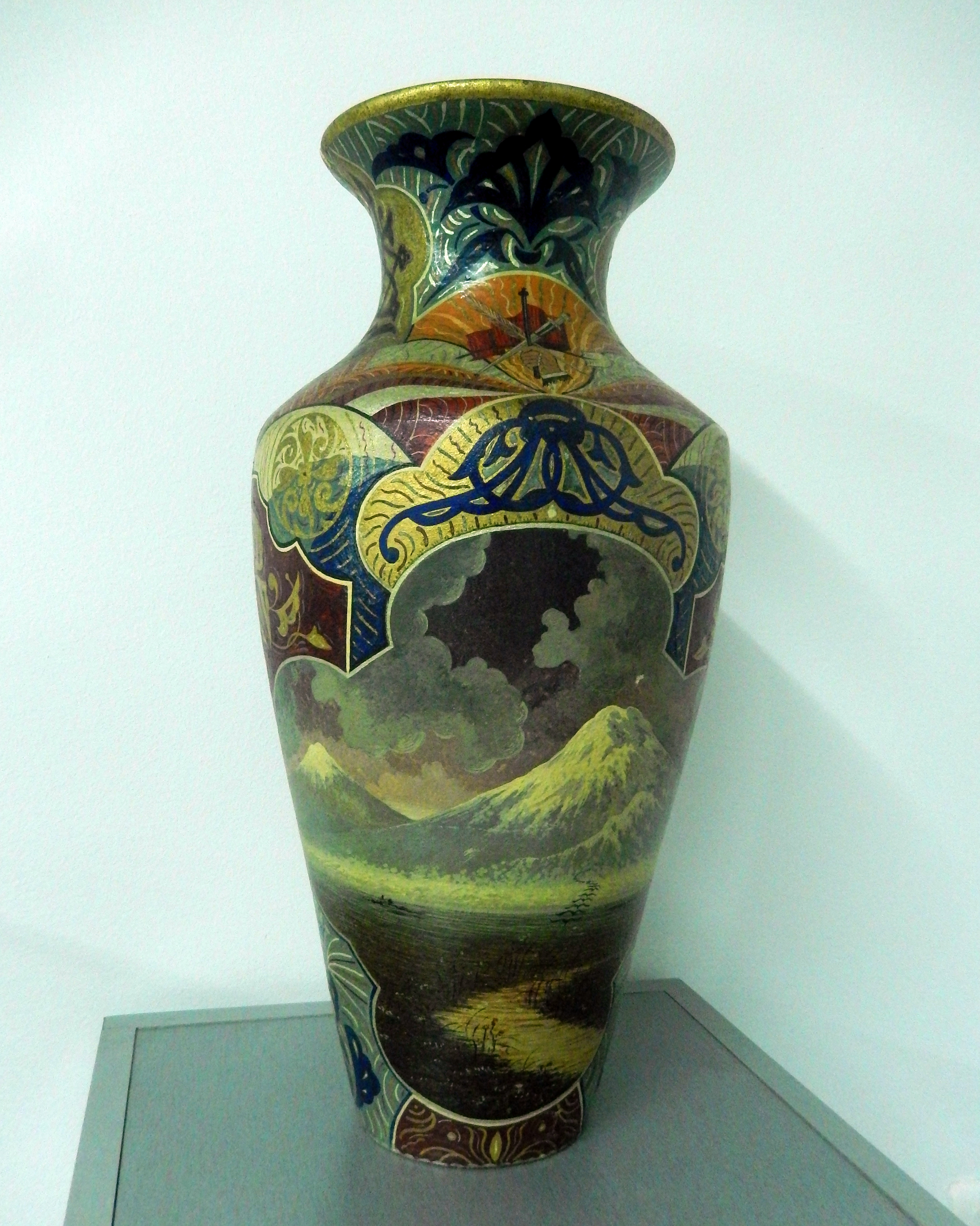
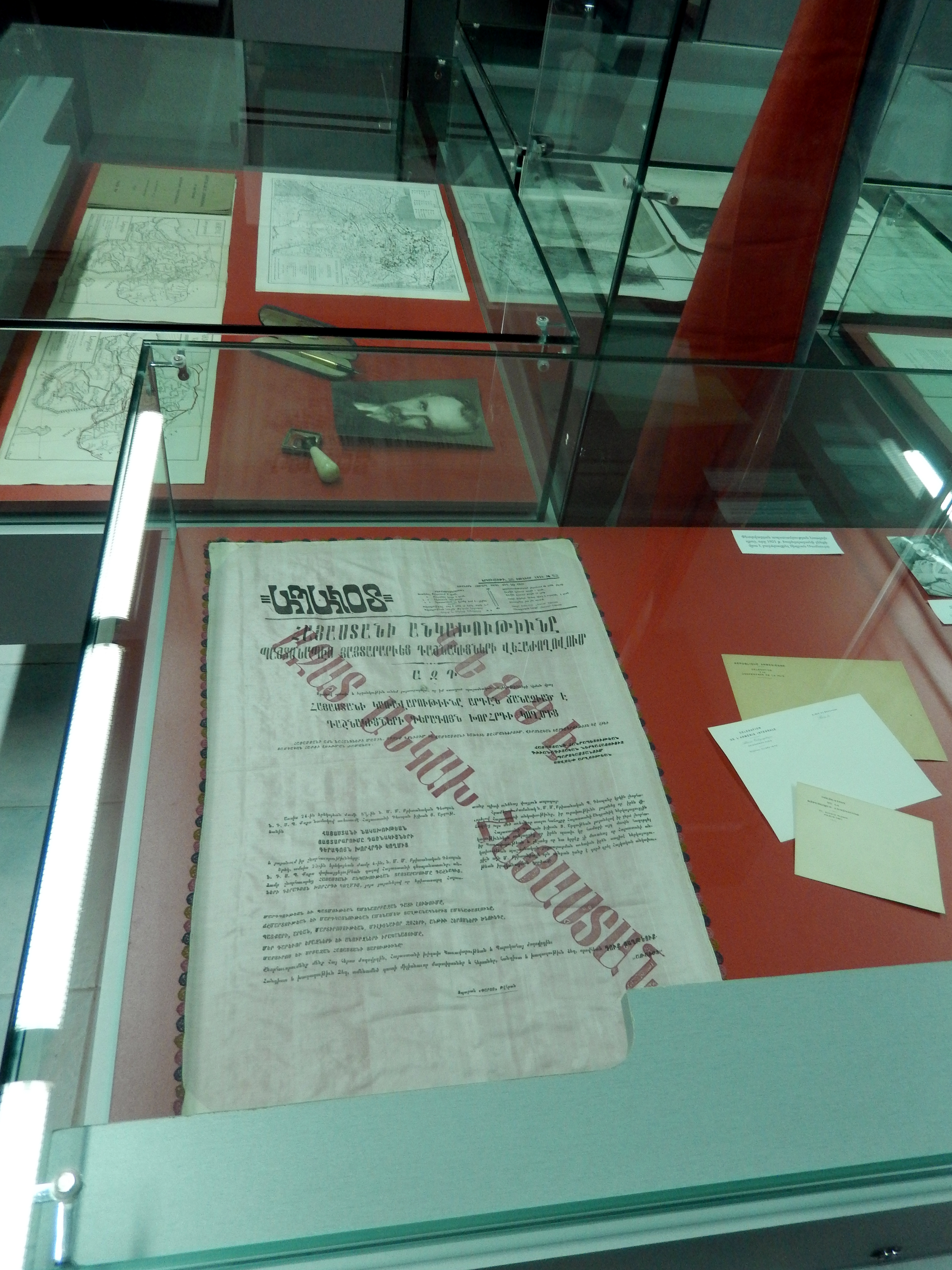
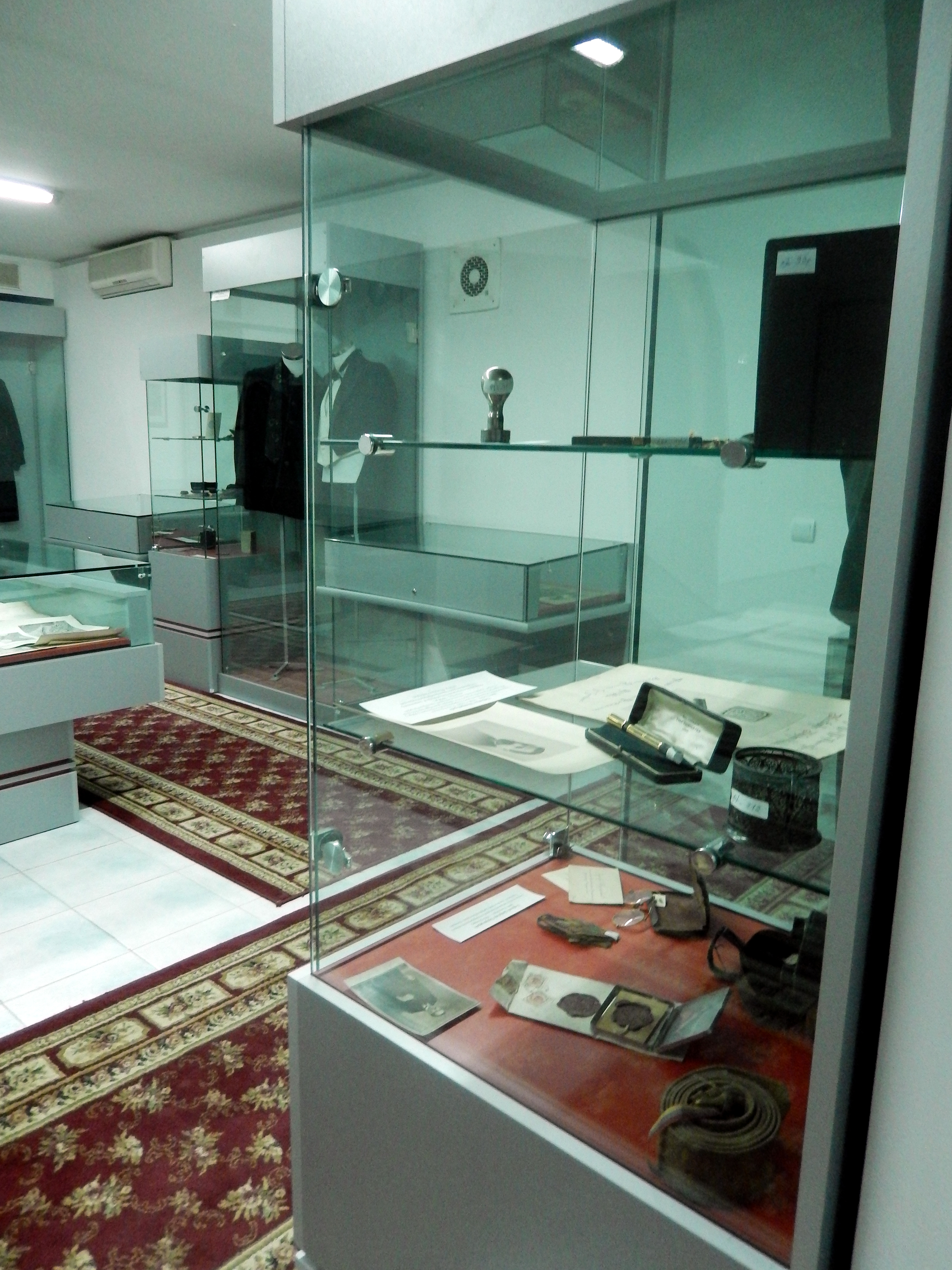
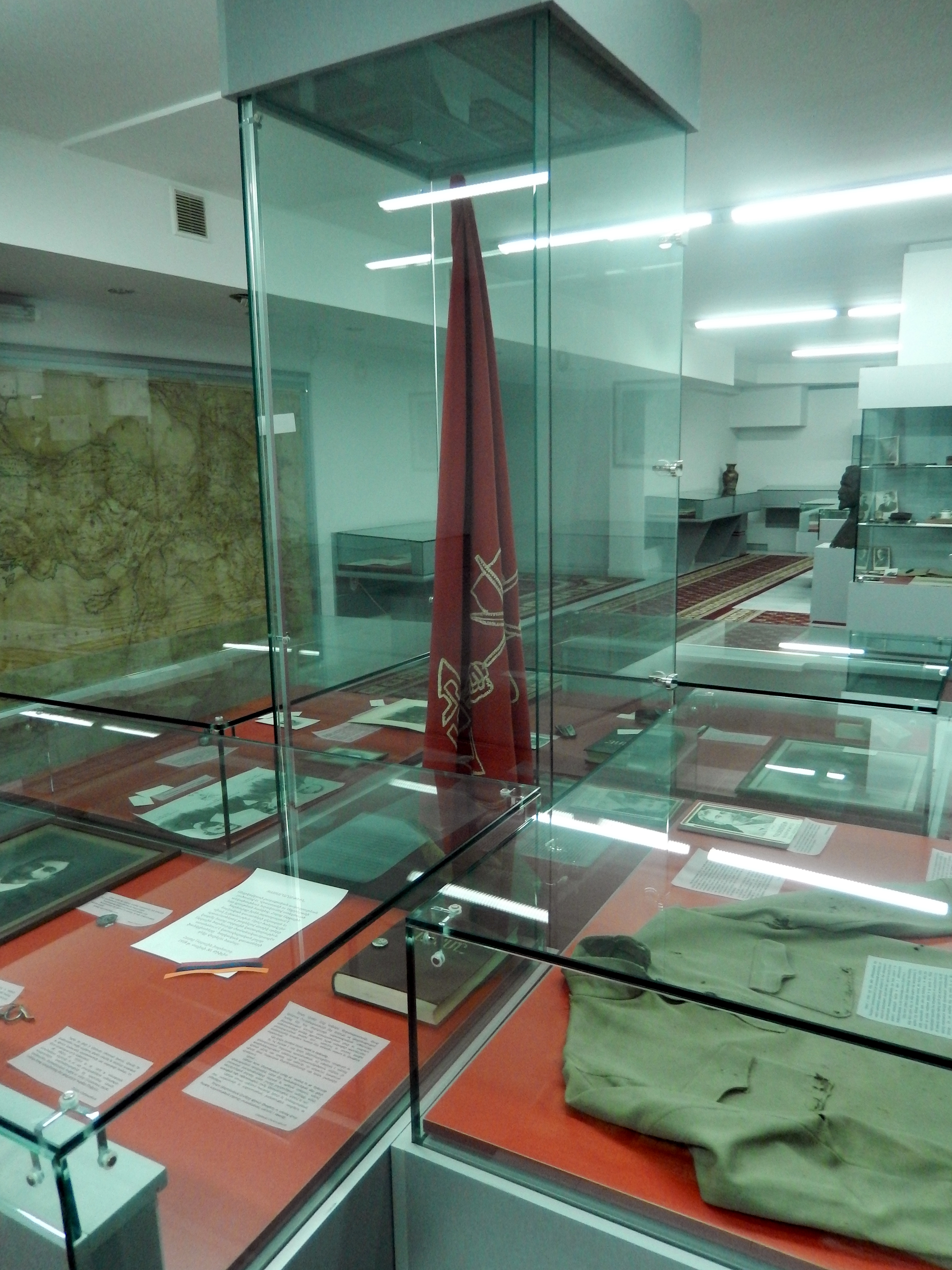